# Nordhalbkugel

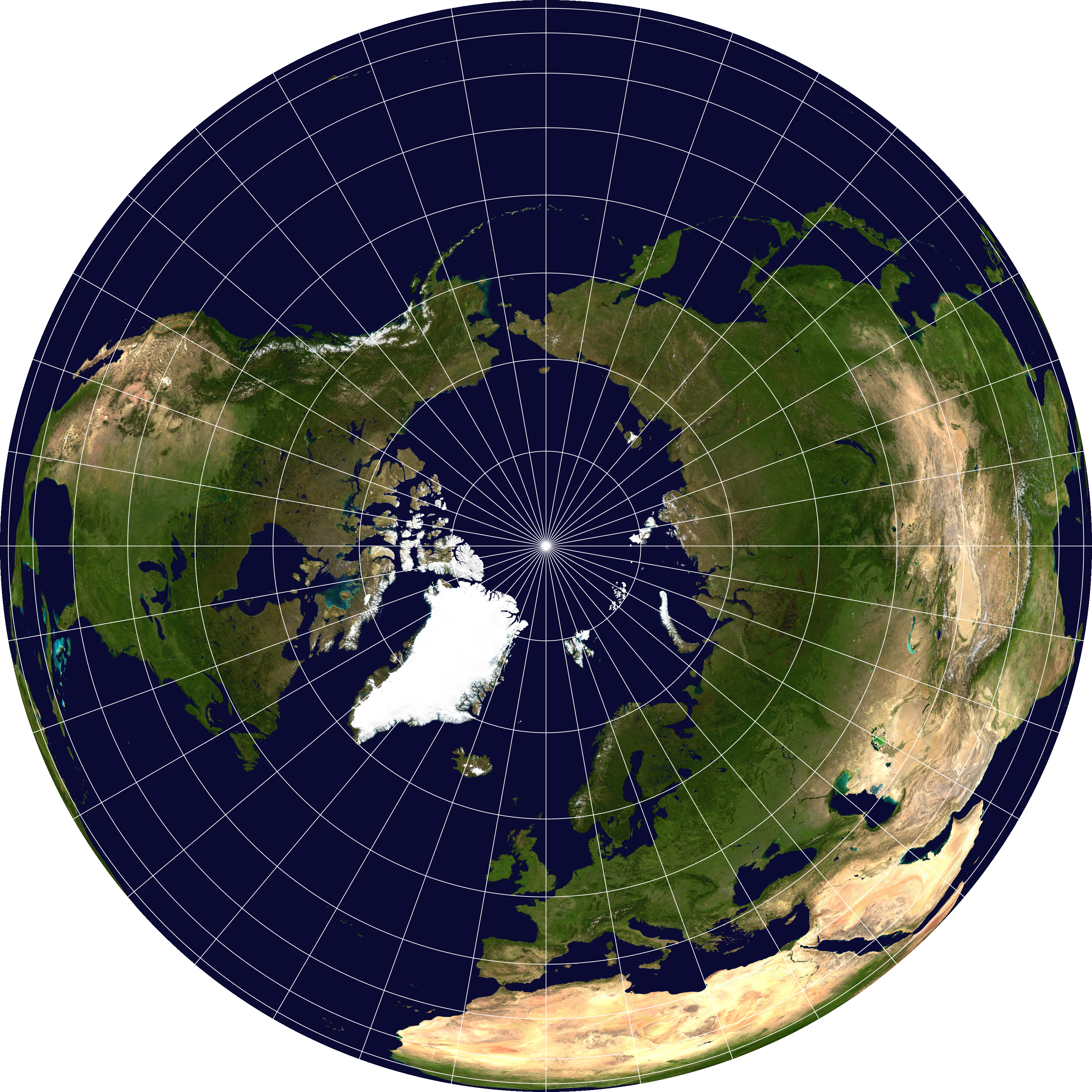
Nordhalbkugel

Verteilung der Erdteile beiderseits des Äquators und des Nullmeridians – der Bereich der Nordhalbkugel ist blau hervorgehoben (Antarktika nicht eingezeichnet)

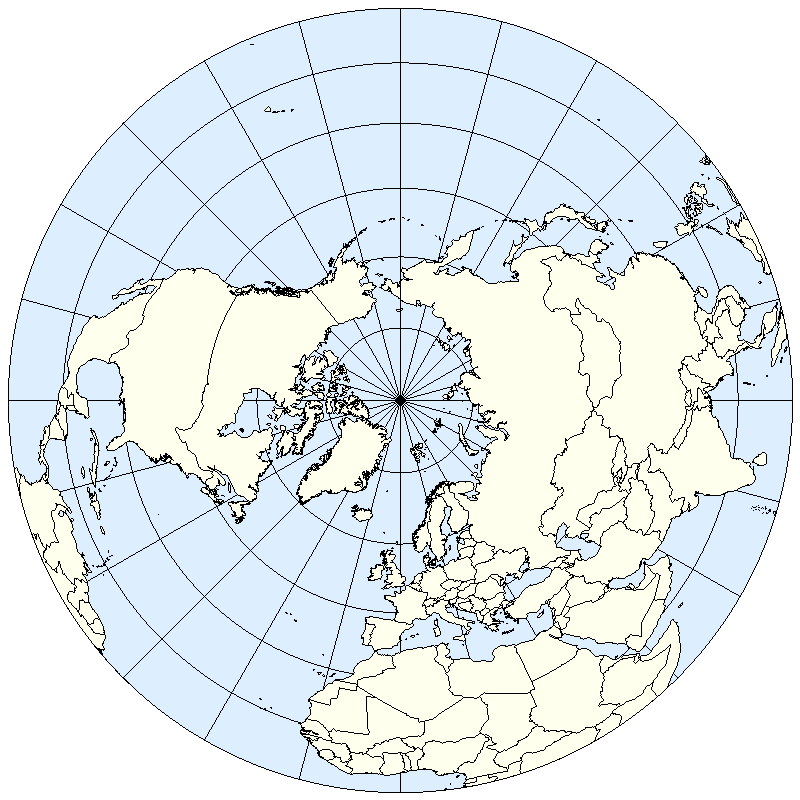
Nordhalbkugel (flächentreu)

Die Nordhalbkugel oder Nordhemisphäre ist die nördlich des Äquators gelegene Hälfte der Erde und so das Gegenstück zur Südhalbkugel. Sie wird auch nördliche Halbkugel oder nördliche Hemisphäre (lateinisch hemisphaerium von altgriechisch ἥμισφαῖριον hēmisphaírion ‚Halbkugel‘) genannt und bei Angaben der geographischen Breite durch den Buchstaben N beziehungsweise ein positives Vorzeichen gekennzeichnet. Auf der Nordhalbkugel leben derzeit etwa 90 % der Weltbevölkerung.
Die Nordhalbkugel der Erde hat in der gegenwärtigen Epoche weniger Landfläche als Wasserfläche, doch wesentlich mehr Landfläche als die Südhalbkugel, aber weniger als die sogenannte Landhemisphäre. Die Landfläche der Nordhemisphäre beträgt etwa 39 %, ihre Wasserfläche etwa 61 %. Die hauptsächlichen Landteile sind die Kontinente Europa, Asien – der größte Kontinent der Erde – und Nordamerika sowie der größere Teil von Afrika, ein Teil von Südamerika und die mit Abstand größte Insel der Erde, Grönland. Die auf der Nordhalbkugel beherrschenden Weltmeere sind der Arktische Ozean, rund die Hälfte des Pazifischen und des Atlantischen Ozeans sowie ein kleiner Teil des Indischen Ozeans.
Durch die Corioliskraft drehen sich auf der Nordhalbkugel Tiefdruckgebiete, und so beispielsweise auch Hurrikane, gemäß dem barischen Windgesetz gegen den Uhrzeigersinn.
Im Zentrum des Nordpolargebiets liegt der geographische Nordpol –  dies ist der Schnittpunkt der Erdachse mit der Erdoberfläche im Norden. Der nördliche Magnetpol wandert derzeit innerhalb des südlichen Polarkreises. Das Polarlicht der Nordhalbkugel wird Aurora borealis genannt, Nordlicht.
Die Jahreszeiten auf der Nordhalbkugel sind gegenüber denen auf der Südhalbkugel um ein halbes Jahr verschoben: während die nördliche Hemisphäre Sommer hat, hat die südliche Hemisphäre Winter. Bei den vier astronomischen Jahreszeiten bestimmen die Äquinoktien (Tagundnachtgleichen) und Solstitien (Sonnenwenden) jeweils das Datum von Beginn und Ende. Diese auf dem Umlauf der Erde um die Sonne bezogenen Termine gelten für die ganze Erde zur selben Zeit. Mit der Passage des Frühlingspunktes beginnt auf der Nordhemisphäre der Frühling, auf der Südhemisphäre fängt zur gleichen Zeit der Herbst an.
Am Äquator und in den angrenzenden tropischen Regionen der Erde zwischen dem nördlichen und dem südlichen Wendekreis kann die Sonne im Laufe eines Jahres ihren höchsten Sonnenstand im Zenit erreichen. In den höheren Breiten gemäßigter und polarer Regionen ist dies nie der Fall. Jenseits der Wendekreise zu den Polen hin steht die Sonne an Standorten auf der nördlichen Hemisphäre zu Mittag im Süden und auf der südlichen Hemisphäre zu Mittag im Norden. Der Sonnenaufgang infolge der Erdrotation ist auf der gesamten Erde östlich, der Sonnenuntergang westlich. Ähnliches gilt für Aufgang und Untergang der Mondes sowie dessen Kulmination. Die Lichtgestalt des Mondes ist von der nördlichen wie von der südlichen Halbkugel aus gesehen im Grunde die gleiche, auf den Horizont bezogen erscheint sie jedoch umgekehrt. So scheint der Vollmond gleich und die Mondphase ist immer dieselbe, doch die Figur der Mondsichel des zunehmenden bzw. des abnehmenden Mondes erscheinen wie spiegelverkehrte Aspekte im horizontbezogenen Bild.
In Projektion auf die Himmelskugel wird über den Erdäquator der Himmelsäquator definiert. Der Himmelsäquator scheidet den Südlichen Sternhimmel vom Nördlichen Sternhimmel. Die Achse, um die der Sternenhimmel kreist, durchstößt die Himmelskugel derzeit im Nordhimmel nahe dem Polarstern, im Südhimmel im Oktanten.